# Abu Kurkas al-Balad
Abu Kurkas al-Balad – miejscowość w Egipcie, w muhafazie Al-Minja. W 2006 roku liczyła 19 456 mieszkańców. Zamieszkana jest głównie przez chrześcijańskich Koptów.